# 5865 Qualytemocrina
5865 Qualytemocrina (1984 QQ) là một tiểu hành tinh vành đai chính được phát hiện ngày 31 tháng 8 năm 1984 bởi A. Mrkos ở Klet.